# Бодбийский монастырь

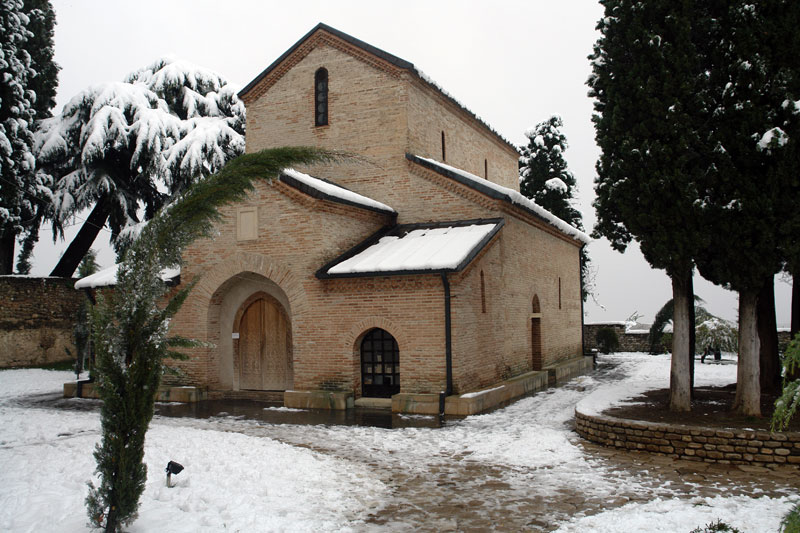
Бодбийский монастырь

Бодбийский монастырь — женский монастырь Бодбийской епархии Грузинской православной церкви, расположенный в двух километрах от Сигнахи в Кахетии, Грузия.
В нём покоятся мощи просветительницы Грузии святой равноапостольной Нины, умершей там же в 347 году, на 67 году жизни, после 35-летнего апостольского подвижничества.
Храмовой праздник отмечается 14 января и традиционно привлекает множество паломников.

## История монастыря
Перед своей кончиной святая Нина удалилась в местечко Бодбе и там же, прослужив некоторое время, она скончалась и была похоронена. В скором времени по просьбе царя Мириана над могилой св. Нины был возведён храм в честь святого Георгия — небесного покровителя Грузии, а близ его возник и монастырь.
Со временем обитель стала настоящим культурным центром и центром Бодбийской епархии. Однако настоящий расцвет монастырь святой Нины приобрёл в XV веке. Цари Кахетинского царства всегда благоволили обители и даже выбрали её как место для коронации. Знаменательно, что на коронации Теймураза I присутствовал сам Аббас I, хотя это не помешало ему через несколько лет разорить обитель.
В начале XVII века монастырь был разграблен именно войсками персидского шаха Аббаса I. Восстанавливал святыню царь Кахетии Теймураз I во второй половине XVII века. С возрождением монашеской жизни в Бодбе была открыта духовная семинария, там находилось одно из крупнейших в Грузии хранилищ религиозных книг. А в XVIII веке в обители был устроен мужской монастырь.
В первой половине XIX в. Бодбийскую епархию возглавлял духовный пастырь митрополит Иоанн (в миру князь Макашвили). При нём в 1823 году был отреставрирован и заново расписан храм, установлен новый иконостас, существующий и по ныне. Позднее под руководством архимандрита Николоза Микеладзе была построена трёхэтажная колокольня.
Однако в последующие десятилетия с отменой автокефалии Грузинской Церкви (в 1811 г.) монастырь постепенно пришёл в упадок. Восстанавливать его начали во второй половине XIX века. В это время здесь немало потрудился иконописец Михаил Сабинин, им был реконструирован храм, где хранились мощи св. Нины (в 1880 г.). Его неутомимой деятельностью была подготовлена почва для основания здесь женского монастыря. А в 1889 году, во время посещения императора Александра III, было принято решение открыть в Бодбе женский монастырь. Вскоре в обновлённую обитель прибыли первые 12 насельниц из разных обителей, была открыта школа рукоделия и живописи.
В 1902—1906 г.г. настоятельницей монастыря была игуменья Ювеналия II (в миру княжна Тамара Александровна Марджанишвили, в схиме матушка Фамарь, сестра известного грузинского режиссёра Котэ Марджанишвили), которая впоследствии прославилась своей деятельностью в России.
В начале XX века число сестёр достигало 300. В первый же год существования обители в ней была открыта одноклассная школа, которая вскоре была преобразована в двухклассную, а затем во второклассную; когда в Бодбийском училище был введён педагогический курс, оно стало выпускать учительниц для начальных школ.
В 1906 г. по указу Императора Николая II обители было присвоено звание первоклассного монастыря.

Со слов сэра Оливера Уордропа, посетившего обитель в 1919 году, после восстановления автокефалии Грузинской Церкви (1918 г.), можно представить, каким был монастырь в начале XX века. Он восхищённо писал об этом визите своей жене:
«Когда мы приблизились к монастырю, появилась триумфальная арка (из листвы и цветов). Нас приняла настоятельница (княжна Вачнадзе). Сёстры монастыря были все в чёрных облачениях, с высоко приподнятыми головными уборами, девочки монастырской школы (все в белых платьях)… Священник пригласил меня в небольшую церквушку, построенную впервые ещё в IV веке и провёл небольшую службу, молясь за раба божьего Оливера, монахини же тем временем пели. Затем настоятельница показала мне покои, где живут девочки: классную, трапезную, кухню, а также комнаты, где выполнялись ручной работы ковры, вышивка, церковные ризы и иконы. Мы видели там же большой сад при монастыре и с огромными букетами цветов, которые нам подарили девочки, сопровождаемые рукоплесканиями и криками восторгов провожающих, продолжили свой путь в Сигнахи». 
Это письмо было передано нынешней настоятельнице монастыря, игуменье Феодоре, дочерью Оливера Уордропа.
В 1924 году Советское правительство закрыло монастырь, с тех пор там размещалась больница. После распада Советского Союза (1991 г.) в святой обители снова стали возрождать церковную жизнь.

## Монастырь сегодня
Первоначально построенный (IX—XI вв.) на месте захоронения святой Нины храм до наших дней не сохранился, позднее на его месте был построен трёхнефный кафедральный собор во имя Святого Георгия, в южном приделе которого и находится национальная грузинская святыня — могила св. Нины. Отдельно стоящая трёхэтажная колокольня была возведена во второй половине XIX века.
Сразу за храмом есть смотровая площадка с прекрасным видом на Алазанскую долину, от неё дорожка ведёт вниз к источнику святой Нины. Он находится в 3-х км от обители, под небольшим храмом Завулона и Сосаны (родителей св. Нины), который был построен в 1990-х гг. Считается, что источник является целебным. У монастыря обширное подсобное хозяйство, действуют иконописная и золотошвейная мастерские.